# Blenamiboá: grupo de investigación teatral
Blenamiboá es un grupo de investigación teatral creado en Madrid el 5 de noviembre de 1994. Su nombre proviene del primer cuadro de la obra El Público de Federico García Lorca. Es un juego escénico entre la voz abominable y su inversión silábica, que utilizan los Caballos en su diálogo con el Director.
Desde entonces, Blenamiboá ha desarrollado sus investigaciones escénicas en tres ámbitos:
- Creación de obras de teatro, desde la búsqueda de nuevos lenguajes escénicos.
- Proyecto pedagógico, de enseñanza para sus componentes y en otros espacios.
- Crítico, con la creación de Ophelia: revista de teatro y otras artes,[2] donde se exponen trabajos analíticos relacionados con el teatro y otras artes.

## Montajes realizados
1995 El maleficio de la mariposa, de Federico García Lorca
1997 La noche de los asesinos, de José Triana
1998 Trabajos del Amor Perdido, de Verónica Fernández
1999 Madrid / Sarajevo, de Marco Antonio de la Parra (con el Proyecto Teatral Transatlántico)
2001 Antes que todo es mi dama, de Pedro Calderón de la Barca (con el Proyecto Teatral Transatlántico)
2001 El cerco de Leningrado, de José Sanchis Sinisterra (con el Proyecto Teatral Transatlántico y la Compañía de Teatro Universitario de Antofagasta)
2002 La Defense, de Juan Claudio Burgos (con el Proyecto Teatral Transatlántico y la Compañía de Teatro y Danza El Tinglao)
2003 La ronda, de Arthur Schnitzler
2004 Los desastres del amor, de Benjamín Gallemiri (con el Proyecto Teatral Transatlántico)
2006 Decapitation, de Marco Antonio de la Parra (con el Proyecto Teatral Transatlántico)
2006 Nobleza Obliga, de Benito Escobar (lectura dramatizada dentro de las Jornadas de Dramaturgia Chilena)
2006 Inútil Deseo, de Juan Claudio Burgos (lectura dramatizada dentro de las Jornadas de Dramaturgia Chilena)
2007 El hilo rojo, de Tomás Gaviro